# Geocerthia
Geocerthia (Aardkruipers) is een geslacht van zangvogels uit de familie ovenvogels (Furnariidae).

## Soorten
Het geslacht kent de volgende soort:
- Geocerthia serrana – Gestreepte aardkruiper